# IC 2855
IC 2855 ist eine Galaxie vom Hubble-Typ S im Sternbild Löwe an der Ekliptik.
Das Objekt wurde am 27. März 1906 vom deutschen Astronomen Max Wolf entdeckt.